# Hahnstätten
Hahnstätten là một đô thị ở huyện Rhein-Lahn, bang Rheinland-Pfalz, nằm về phía tây của nước Đức.